# Китайско-южнокорейские отношения
Китайско-южнокорейские отношения — двусторонние дипломатические отношения между Китайской Народной Республикой и Республикой Корея.

## История
В 1980-е годы Северная политика президента Республики Корея Ро Дэ У в начале пользовалась больше популярностью в Москве, чем в Пекине. У Советского Союза имелось больше политических и финансовых интересов в Республике Корея, чем у Китайской Народной Республики. Тем не менее, КНР пользуясь растущей экономикой Республики Корея, а также географической близостью к этой стране начала налаживать активные торговые контакты. Однако, отсутствие каких-либо официальных отношений затруднило расширение торговли между Сеулом и Пекином, поскольку Республика Корея не могла юридически защитить своих граждан и интересы бизнеса в КНР. Пекин, по сравнению с Москвой, был политически ближе к КНДР, что замедлило улучшение отношений между КНР и Республикой Корея, несмотря на увеличение объема товарооборота между двумя странами. Кроме того, КНР попыталась стать посредником между КНДР и Соединёнными Штатами Америки, а также между КНДР и Японией, при участии китайских властей состоялись трехсторонние переговоры с участием КНДР, Республики Корея и США.
В конце 1980-х годов население Республики Корея и КНР стало активно налаживать сотрудничество друг с другом. Ученые, журналисты и разделенные семьи, смогли свободно пересекать границу между странами. Почти 2 миллиона этнических корейцев в КНР, особенно из Яньбянь-Корейского автономного округа, смогли наладить общение с корейцами из Республики Корея. В июне 1989 года власти КНР предприняли силовой разгон демонстрантов в Пекине, что было безоговорочно поддержано властями КНДР. Республика Корея неоднозначно отреагировала на эти события, не став оправдывать власти КНР, но и при этом не став их осуждать. Тем временем, товарооборот между КНР и Республикой Корея продолжал расти.
24 августа 1992 года были установлены дипломатические отношения между странами. На протяжении десятилетий КНР признавали только Северную Корею, а Республика Корея признавала только Китайскую Республику на острове Тайвань. В последние годы Китай и Республика Корея стремятся повысить уровень стратегического сотрудничества и партнёрства. В 2009 году около 600000 граждан КНР проживало в Республике Корея, из которых 70 % являются этническими корейцами из Яньбянь-Корейского автономного округа провинции Гирин, в то время как примерно 560000 граждан Республики Корея проживало в Китае. В 2013 году отношения между странами ухудшились из-за того, что Китай расширил свою зону идентификации ПВО (Air Defense Identification Zone) в Восточно-Китайском море над территорией Республики Корея.
В июле 2014 года Си Цзиньпин посетил Республику Корея и во время переговоров с Пак Кын Хе подтвердил свою позицию по поддержанию безъядерного статуса Корейского полуострова, а также заявил о подготовке к подписанию соглашения о свободной торговле с Республикой Корея. Оба лидера также выразили свою озабоченность по поводу интерпретации премьер-министром Японии Синдзо Абэ Девятой статьи Конституции Японии.
26 ноября 2023 г. в Пусане член Политбюро Центрального комитета Коммунистической партии Китая, министр иностранных дел КНР Ван И принял участие во встрече с коллегами из Республики Корея и Японии Пак Чином и Ёко Камикавой в трехстороннем формате. Об этом сообщила представитель МИД КНР Мао Нин. Ранее сообщалось о том, что Камикава намерена обсудить конкретные инициативы сотрудничества Пекина, Сеула и Токио.
В ноябре 2024 года в МИД КНР официально подтвердили, что ранее в конце 2023 г. на территории страны был арестован гражданин Республики Корея (РК) по делу о шпионаже. Предположительно, мужчина собирал информацию о производстве полупроводников в КНР и передавал ее в РК.

## Торговые отношения
В 2016 году Китайская Народная Республика стала крупнейшим торговым партнером Республики Корея: южные корейцы экспортировали товаров в КНР на сумму 124 млрд. долларов США, а импортировали китайских товаров на сумму 93,7 млрд. долларов США.